# X-Games Norway 2017
Die X-Games Norway 2017 fanden vom 8. bis 11. März 2017 in Hafjell statt. Nach 2016 in Oslo wurden zum zweiten Mal X-Games-Wettbewerbe in Norwegen ausgetragen. Die Wettbewerbe wurden von ESPN und TV 2 veranstaltet. Ausgetragen wurden im Freestyle-Skiing und im Snowboard jeweils die Disziplinen Slopestyle und Big Air.

## Medaillenspiegel
| Rang | Land                   | Gold | Silber | Bronze | Gesamt |
| ---- | ---------------------- | ---- | ------ | ------ | ------ |
| 1    | Norwegen               | 3    | 2      | 1      | 6      |
| 2    | Schweden               | 2    | 0      | 0      | 2      |
| 3    | Kanada                 | 1    | 1      | 1      | 3      |
| 4    | Österreich             | 1    | 0      | 1      | 2      |
| 5    | Schweiz                | 1    | 0      | 0      | 1      |
| 6    | Vereinigte Staaten     | 0    | 3      | 3      | 6      |
| 7    | Estland                | 0    | 1      | 0      | 1      |
| 7    | Frankreich             | 0    | 1      | 0      | 1      |
| 9    | Neuseeland             | 0    | 0      | 1      | 1      |
| 9    | Vereinigtes Königreich | 0    | 0      | 1      | 1      |

## Freestyle-Skiing

### Frauen

#### Slopestyle
| Rang | Name             | Lauf 1 | Lauf 2 | Bestes Ergebnis |
| ---- | ---------------- | ------ | ------ | --------------- |
|      | Johanne Killi    | 85,00  | 90,00  | 90,00           |
|      | Tess Ledeux      | 30,33  | 88,00  | 88,00           |
|      | Devin Logan      | 12,33  | 83,00  | 83,00           |
| 4    | Giulia Tanno     | 81,66  | 21,66  | 81,66           |
| 5    | Kaya Turski      | 13,00  | 77,00  | 77,00           |
| 6    | Mathilde Gremaud | 20,00  | 76,33  | 76,33           |
| 7    | Maggie Voisin    | 45,33  | 71,00  | 71,00           |
| 8    | Emma Dahlström   | 28,66  | 7,66   | 7,66            |

#### Big Air
| Rang | Name             | Punkte |
| ---- | ---------------- | ------ |
|      | Mathilde Gremaud | 93,00  |
|      | Kelly Sildaru    | 90,00  |
|      | Maggie Voisin    | 80,00  |
| 4    | Giulia Tanno     | 73,00  |
| 5    | Emma Dahlström   | 72,00  |
| 6    | Johanne Killi    | 70,00  |
| 7    | Devin Logan      | 61,00  |
| 8    | Silvia Bertagna  | 55,00  |

### Männer

#### Slopestyle
| Rang | Name             | Lauf 1 | Lauf 2 | Bestes Ergebnis |
| ---- | ---------------- | ------ | ------ | --------------- |
|      | Øystein Bråten   | 90,33  | 91,33  | 91,33           |
|      | Nick Goepper     | 89,00  | 80,33  | 89,00           |
|      | James Woods      | 80,66  | 87,33  | 87,33           |
| 4    | McRae Williams   | 84,66  | 85,66  | 85,66           |
| 5    | Joss Christensen | 17,66  | 77,00  | 77,00           |
| 6    | Andri Ragettli   | 74,66  | 27,66  | 74,66           |
| 7    | Gus Kenworthy    | 67,33  | 25,33  | 67,33           |
| 8    | Evan McEachran   | 27,00  | 29,33  | 29,33           |

#### Big Air
| Rang | Name           | Punkte |
| ---- | -------------- | ------ |
|      | Henrik Harlaut | 92,00  |
|      | Eirik Sæterøy  | 85,00  |
|      | Jackson Wells  | 82,00  |
| 4    | Bobby Brown    | 81,00  |
| 5    | Birk Ruud      | 81,00  |
| 6    | Andri Ragettli | 80,00  |
| 7    | Felix Usterud  | 75,00  |
| 8    | Øystein Bråten | 60,00  |

## Snowboard

### Frauen

#### Slopestyle
| Rang | Name            | Lauf 1 | Lauf 2 | Bestes Ergebnis |
| ---- | --------------- | ------ | ------ | --------------- |
|      | Anna Gasser     | 74,66  | 89,00  | 89,00           |
|      | Jamie Anderson  | 38,33  | 88,00  | 88,00           |
|      | Julia Marino    | 20,66  | 86,66  | 86,66           |
| 4    | Enni Rukajärvi  | 80,00  | 85,33  | 85,33           |
| 5    | Spencer O’Brien | 60,66  | 78,00  | 78,00           |
| 6    | Hailey Langland | 60,00  | 50,00  | 60,00           |
| 7    | Cheryl Maas     | 55,00  | 23,00  | 55,00           |
| 8    | Silje Norendal  | 31,66  | 40,33  | 40,33           |

#### Big Air
| Rang | Name                   | Punkte |
| ---- | ---------------------- | ------ |
|      | Silje Norendal         | 66,00  |
|      | Julia Marino           | 65,00  |
|      | Anna Gasser            | 62,00  |
| 4    | Cheryl Maas            | 60,00  |
| 5    | Spencer O’Brien        | 58,00  |
| 6    | Jamie Anderson         | 57,00  |
| 7    | Kjersti Østgaard Buaas | 20,00  |

### Männer

#### Slopestyle
| Rang | Name              | Lauf 1 | Lauf 2 | Bestes Ergebnis |
| ---- | ----------------- | ------ | ------ | --------------- |
|      | Sven Thorgren     | 76,00  | 92,66  | 92,66           |
|      | Ståle Sandbech    | 88,66  | 27,66  | 88,66           |
|      | Sébastien Toutant | 34,33  | 84,00  | 84,00           |
| 4    | Torgeir Bergrem   | 40,00  | 79,66  | 79,66           |
| 5    | Marcus Kleveland  | 24,00  | 66,33  | 66,33           |
| 6    | Mark McMorris     | 13,00  | 30,00  | 30,00           |
| 7    | Maxence Parrot    | 19,33  | 23,33  | 23,33           |
| 8    | Mons Røisland     | 19,66  | 18,33  | 19,66           |

#### Big Air
| Rang | Name              | Punkte |
| ---- | ----------------- | ------ |
|      | Mark McMorris     | 85,00  |
|      | Maxence Parrot    | 84,00  |
|      | Torgeir Bergrem   | 79,00  |
| 4    | Sébastien Toutant | 79,00  |
| 5    | Marcus Kleveland  | 78,00  |
| 6    | Sven Thorgren     | 73,00  |
| 7    | Roope Tonteri     | 68,00  |
| 8    | Brock Crouch      | 59,00  |